# هنري سارجنت
هنري سارجنت هو رسام وسياسي أمريكي، ولد في 25 نوفمبر 1770 في غلوستر في الولايات المتحدة، وتوفي في 21 فبراير 1845 في بوسطن في الولايات المتحدة. نشط حزبياً في الحزب الفيدرالي الأمريكي. وقد انتخب عضو مجلس ولاية ماساتشوستس ‏.